# غافين ويليامسون
غافين ألكسندر ويليامسون (بالإنجليزية: Gavin Alexander Williamson)‏ (مواليد 25 يونيو 1976 في سكاربورو) سياسي بريطاني ينتمي لحزب المحافظين. شغل منصب وزير دولة بدون حقيبة ‏ في حكومة ريشي سوناك من 25 أكتوبر إلى 8 نوفمبر 2022.  كما شغل منصب وزير التربية في حكومة بوريس جونسون الثانية ‏ من 24 يوليو 2019 إلى 15 سبتمبر 2021، ومنصب وزير الدفاع في حكومة تيريزا ماي الثانية ‏ من 2 نوفمبر 2017 إلى 1 مايو 2019. عضو في البرلمان عن دائرة ستافوردشير الجنوبية منذ عام 2010.

## مناصب
- انتخب وزير الدفاع [الإنجليزية]‏ (2 نوفمبر 2017 – ).
- في انتخابات المملكة المتحدة لعام 2010، انتخب عضو برلمان المملكة المتحدة الـ55 عن دائرة ستافوردشير الجنوبية وقد انضم خلال فترته النيابية ‏ (6 مايو 2010 – 30 مارس 2015) للكتلة البرلمانية حزب المحافظين.
- في الانتخابات العامة في المملكة المتحدة 2015، انتخب عضو برلمان المملكة المتحدة الـ56 عن دائرة ستافوردشير الجنوبية وقد انضم خلال فترته النيابية ‏ (8 مايو 2015 – 3 مايو 2017) للكتلة البرلمانية حزب المحافظين.
- في الانتخابات التشريعية البريطانية 2017، انتخب عضو برلمان المملكة المتحدة الـ57 عن دائرة ستافوردشير الجنوبية وقد انضم خلال فترته النيابية ‏ (8 يونيو 2017 – ) للكتلة البرلمانية حزب المحافظين.
- انتخب عضو مجلس الشورى البريطاني.
- انتخب Parliamentary Secretary to the Treasury [الإنجليزية]‏ (14 يوليو 2016 – ).

## وصلات خارجية
- غافين ويليامسون على موقع مونزينجر (الألمانية)
- الموقع الرسمي